# Plesianthidium
Plesianthidium is een geslacht van vliesvleugelige insecten van de familie van de Megachilidae.

## Soorten
- P. bruneipes (Friese, 1913)
- P. calescens (Cockerell, 1921)
- P. cariniventre (Friese, 1904)
- P. fulvopilosum Cameron, 1905
- P. neli (Brauns, 1929)
- P. rufocaudatum (Friese, 1909)
- P. trachusiforme (Friese, 1913)
- P. volkmanni (Friese, 1909)